# Список нетболістів

## Список найвидатніших нетболістів
- 1.  Ромельда Айкен  Ямайка
- 2. Рут Айткен  Нова Зеландія
- 3. Карен Аткінсон  Англія
- 4. Наталі фон Бертач  Австралія
- 5. Крісна Бута  Південно-Африканська Республіка
- 6. Джойс Браун  Австралія
- 7. Марі Боуден  Нова Зеландія
- 8. Ліна де Бруйн  Нова Зеландія
- 9. Ерін Бургер  Південно-Африканська Республіка
- 10. Лін Карпентер  Англія
- 11. Мері Керролл  Австралія
- 12. Памела Кукей  Англія
- 13. Кетрін Кокс  Австралія
- 14. Зукельва Кваба  Південно-Африканська Республіка
- 15. Вілімайна Даву  Фіджі
- 16. Сандра Едж  Нова Зеландія
- 17. Ліз Елліс  Австралія
- 18. Ріта Фатьялофа  Нова Зеландія
- 19. Сімон Форбс  Ямайка
- 20. Конні Френсіс (нетбол)  Ямайка
- 21. Мо'онья Геррард  Австралія
- 22. Селіна Джілснан  Австралія
- 23. Елейн Дейвіс  Ямайка
- 24. Паула Гріффін  Нова Зеландія
- 25. Кетрін Хербі-Вільямс  Австралія
- 26. Мішель Хесс  Південно-Африканська Республіка
- 27. Маріка Хольтзхаузен  Південно-Африканська Республіка
- 28. Крістен Хюджс  Австралія
- 29. Кгомотсо Ітлхабаньєнг  Південно-Африканська Республіка
- 30. Сінна Кідд  Австралія
- 31. Нікола Левіс  Уельс
- 32. Тсакане Мбеве  Південно-Африканська Республіка
- 33. Шарель МакМахон  Австралія
- 34. Наталі Медхурст  Південно-Африканська Республіка
- 35. Берніс Мене  Південно-Африканська Республіка
- 36. Прешис Мтхембу  Південно-Африканська Республіка
- 37. Лоїс Мур  Нова Зеландія
- 38. Аманда Минхардт  Південно-Африканська Республіка
- 39. Трейсі Невілл  Англія
- 40. Аманда Ньютон  Англія
- 41. Шеллі О'Донелл  Австралія
- 42. Джулі Кортелло  Австралія
- 43. Тхулі Квегу  Південно-Африканська Республіка
- 44. Леслі Рамболл  Нова Зеландія
- 45. Анн Саржент  Австралія
- 46. Анна Харрісон  Нова Зеландія
- 47. Джулі Сеймур  Нова Зеландія
- 48. Кендра Славінські  Англія
- 49. Валмарама Таумауну  Нова Зеландія
- 50. Ванес-Марі Ду Тва  Південно-Африканська Республіка
- 51. Марія Тутая  Нова Зеландія
- 52. Ірен Ван Дик  Нова Зеландія
- 53. Хелен Вестон  Уельс
- 54. Кейсі Копуа  Нова Зеландія
- 55. Адін Вільсон  Нова Зеландія
- 56. Лора Лангман  Нова Зеландія
- 57. Лора Гейтз  Австралія
- 58. Кімберлі Грін  Австралія
- 59. Бьянка Чатфілд  Австралія
- 60. Медісон Бравн  Австралія
- 61. Шарні Лейтон  Австралія
- 62. Рене Халлінан  Австралія
- 63. Темепара Бейлі  Нова Зеландія
- 64. Кетрін Лату  Нова Зеландія